# SN 2010ec
SN 2010ec – supernowa typu Ia odkryta 5 czerwca 2010 roku w galaktyce NGC 655. W momencie odkrycia miała maksymalną jasność 17,10m.